# Walter von Siebenthal
Walter von Siebenthal (Svájc, Genf, 1899. június 6. – 1958. szeptember,) svájci jégkorongozó, olimpikon.
Az 1924. évi téli olimpiai játékokon a svájci válogatottal játszott a jégkorongtornán. Első mérkőzésükön a svédek ellen kikaptak 9–0-ra. Ezután a kanadaiaktól egy megsemmisítő 33–0-s vereség jött, majd az utolsó csoportmérkőzésen a csehszlovákoktól is kikaptak 11–2-re. Az utolsó, 8. helyen végeztek. Mind a 3 mérkőzésen játszott, de nem ütött gólt.
A gastaadi HC Rosey Gstaad volt a klubcsapata.